# Уфимское производственное объединение «Геофизприбор»
Уфимское производственное объединение «Геофизприбор» — ликвидированное производственное предприятие в городе Уфе, в 2018 году преобразовано в ООО «Геосфера», занимающее сдачей помещений предприятия в коммерческую аренду. Часть территории застроена жилым комплексом. Награждён золотой медалью за скважинный гамма-плотномер-толщиномер (Лейпциг, 1981) и международным призом «Европейская арка» за имидж и качество продукции (Мадрид, 1993).

## История
В 1950 году основан Уфимский завод геофизического приборостроения на базе геофизической мастерской-лаборатории Стерлитамакской геолого-поисковой конторы объединения «Башнефть». В 1960 году, после объединения с Уфимским агрегатно-механическим заводом, завод преобразован в Уфимское производственное объединение «Геофизприбор».
С 1994 года — государственное унитарное предприятие. В 2007 году преобразовано в открытое акционерное общество. В январе 2018 году ликвидировано путём преобразования в общество с ограниченной ответственностью ООО «Геосфера».

## Продукция
Выпускало геофизические приборы и оборудование для разведки полезных ископаемых: инклинометры, магнитометры, приборы акустического, радиоактивного и электромагнитного каротажа, каверномеры, термометры, манометры, счётчики глубины скорости, а также строительно-монтажные конструкции, лебёдки и подъёмники. Продукция реализовывалась в Башкортостане и регионах России.
После объединения с Уфимским агрегатно-механическим заводом, с 1960 года дополнительно освоено мелкосерийное производство сейсмоприемников, в 1970–1990 годах — многоканальных сейсмических станций, осциллографов, сложных измерительных приборов для контроля и автоматического управления промышленными процессами. Также освоено производство нормирующих преобразователей для электростанций.

## Структура
В составе производства были цеха: механо-сборочный, механообработки, гальванопокрытия, порошковых покрытий.

## Руководство и собственники
В 2014 года 55,46% акций предприятия принадлежали ОАО «Башнефтегеофизика», остальная часть — её дочерней компании — научно-производственной фирме «Геофизика».

### Руководство
- 2003–2005 — генеральный директор Виктор Васильевич Бредихин
- 2005–2011 — генеральный директор Юрий Васильевич Тюленев[6]